# Mavratzei
Mavratzei (griechisch Μαυρατζαίοι (m. pl.)) ist ein Dorf im Zentrum der griechischen Insel Samos. Zusammen mit der Siedlung Gionides und dem Kloster Timios Stavros (Μονή Τιμίου Σταυρού) bildet das Dorf die gleichnamige Ortsgemeinschaft (Topiki Kinotita Mavratzeon Τοπική Κοινότητα Μαυρατζαίων) im Gemeindebezirk Pythagorio.

## Lage
Das Dorf Mavratzei liegt an den südöstlichen Ausläufern des Ambelos-Gebirges in etwa 250 Meter Höhe. Die Landstraße Vathy-Karlovasi (Επαρχιακή Οδός Βαθιού-Καρλοωάσου) verläuft südlich unterhalb des Dorfes. Die Siedlung Gionides liegt direkt an einer Abzweigung der Landstraße nach Mavratzei. Die nächstgelegenen Orte sind Mytilinii etwa 3,9 Kilometer nordöstlich, Chora 3,9 Kilometer südöstlich und Koumaradei 2,8 Kilometer südwestlich.
Angrenzende Ortsgemeinschaften sind Vourliotes im Norden, Mytilinii im Osten, Chora im Südosten, Myli im Süden, Koumaradei im Südwesten und Pandroso im Westen.

## Geschichte
Als Gueitani (Γαϊτάνι) wurde das Dorf 1702 erstmals von Tournefort erwähnt.
Das Dorf unterstand seit der Mitte des 19. Jahrhunderts der Verwaltung Choras. Der französische Forschungsreisende Victor Guérin beschreibt Mavrandzei 1856 mit 350 Häusern, 4 Kirchen und einer Schule. Er erwähnt die 200-jährige Tradition der Seidenproduktion. 1869 bestand das Dorf aus 60 Häusern und einer Kirche, die 267 Einwohner waren überwiegend Landwirte.
Zu Beginn des 20. Jahrhunderts lebten nach den Angaben Hauttecœurs 472 Einwohner im Dorf, erwähnt wird die Produktion von schöner und solider Keramik.
Das Dorf bildete von 1918 bis 1997 eine Landgemeinde (Kinotita Mavratzeon Κοινότητα Μαυρατζαίων). Das Kloster Timiou Stavrou wurde 1920 eingemeindet, 1971 nach der Anerkennung als Siedlung auch Gionides. Durch die Gebietsreform 1997 erfolgte die Vereinigung mit zehn weiteren Landgemeinden zur Gemeinde Pythagorio. Das 2010 beschlossene Kallikratis-Programm führte die bisherigen vier Inselgemeinden zur Gemeinde Samos zusammen, Mavratzei erhielt den Status einer Ortsgemeinschaft (Τοπική Κοινότητα).
Einwohnerentwicklung von Mavratzei
Im Gegensatz zu vielen Bergdörfern verzeichnet Mavratzei während der letzten Jahre eine leichte Bevölkerungszunahme.
| Name                | griechischer Name   | 1913 | 1920 | 1928 | 1940 | 1951 | 1961 | 1971 | 1981 | 1991 | 2001 | 2011 |
| ------------------- | ------------------- | ---- | ---- | ---- | ---- | ---- | ---- | ---- | ---- | ---- | ---- | ---- |
| Mavratzei           | Μαυρατζαίοι         | 606  | 567  | 604  | 633  | 550  | 472  | 314  | 303  | 358  | 363  | 249  |
| Gionides            | Γιώνιδες            |      |      |      |      |      |      | 018  | 050  | 033  | 035  | 049  |
| Moni Timiou Stavrou | Μονή Τιμίου Σταυρού | 017  | 007  | 028  | 004  | 001  | 006  | 005  | 002  | 002  | 003  | 003  |
| Gesamt              | Gesamt              |      | 574  | 632  | 637  | 551  | 478  | 337  | 355  | 393  | 401  | 301  |